# Hypodryas tricolor
Hypodryas tricolor är en fjärilsart som beskrevs av Karl Schawerda 1926. Hypodryas tricolor ingår i släktet Hypodryas och familjen praktfjärilar. Inga underarter finns listade i Catalogue of Life.